# Layap
Els Layap, són un poble indígena seminòmada que viu a les altes muntanyes del nord-oest del regne de Bhutan, a la població de Laya, dins del districte de Gasa, a 3.800 metres d'altitud. Segons estadístiques, són uns 1.100 habitants (2003). La seva llengua és el layakha, una llengua tibetobirmana, tot i que també entenen el dzongkha, l'idioma oficial del país. Pels Layap, la seva terra s'anomena be-yup, que significa "la terra amagada".

## Economia
La principal activitat econòmica dels Layap es la cria de iacs. Utilitzen aquests animals per produir formatges i mantega amb la seva llet, n'utilitzen la seva carn i la seva llana per fer-ne teixits. Una altra part de l'activitat econòmica es basa en l'agricultura, sobretot d'ordi, blat, blat sarraí i mostassa.
Una gran font d'ingressos dels Layap és la recol·lecció de cordyceps, una espècie de fong molt utilitzat a la medicina oriental. Durant els mesos de juny i juliol es l'època de l'any que més se'n recol·lecta. Els Layap en poden cobrar al voltant de 1.000 $ per quilogram.

## Estil de vida
Les cases del Layap estan construïdes de fusta pintada i pedra. Les cases més grans solen tenir dues plantes, on la planta baixa és per els animals a mode de calefacció per les plantes superiors.
Fora dels poblats és on tenen els campaments de iacs, que és on els animals pasturen lliurement. Els Layap hi construeixen unes carpes fetes de llana de iac, totalment impermeables i que deixen entrar la llum natural i sortir el fum. Alguns d'aquests campament de iacs, només estan ocupats durant els mesos d'estiu, i durant l'hivern viuen als poblats.
La manera de vestir dels Layap és molt semblant a la que podem trobar a la zona del Tibet fetes amb llana de iac. Les dones porten un barret punxegut fet de bambú enfosquides que creuen que molestarà als esperits si se'l treuen. Els homes, quan surten cap als campament de iacs, porten una mena de gorres fetes amb pèls de iac, per protegir-se els ulls de la ceguera a la neu. Tot i això, podem veure sovint que porten roba moderna.

## Matrimoni i família
Els Layap practiquen la poliàndria, en el qual, una dona pot tenir més d'un marit i on a vegades els marits solen ser germans. Gràcies a aquest sistema, la família queda més unida en el casa que un dels germans marxi una temporada o la terra no queda dividida per herències d'una generació a la següent. Degut a la poliàndria i al no ús de preservatius, la quantitat de malalties de transmissió sexual (MTS) en la població Layap és molt alta.

## Religió
Tot i que el budisme va ser introduït a Bhutan a través del Tibet durant el segle vii, aquestes comunitats no van reemplaçar les seves pràctiques animistes, i actualment es complementen juntament amb al budisme.